# Coppa di Polonia 2012-2013 (pallavolo femminile)
La Coppa di Polonia 2012-2013 si è svolta dal 10 ottobre 2012 al 10 marzo 2013: al torneo hanno partecipato venticinque squadre di club polacche e la vittoria finale è andata per la seconda volta consecutiva al Dąbrowa Górnicza.

## Regolamento
Le squadre hanno disputato un primo turno, secondo turno, terzo turno, quarto turno, quarti di finale, queste ultime due giocate con gare di andata e ritorno, semifinali e finale.

## Squadre partecipanti
| - Aleksandrów Łódzki - Atom Trefl Sopot - AZS Białystok - AZS Kraków - BKS - Budowlani Łódź - Budowlani Toruń - Chemik Police - Dąbrowa Górnicza | - Impel - KSZO Ostrowiec - Legionovia - Murowana Goślina - Muszyna - Orzeł - Pałac Bydgoszcz - Pszczyna - PTPS | - Silesia - Silesia II - Sparta Warszawa - Stal Mielec - Wieżyca Stężyca - Wisła Cracovia - Zawisza Sulechów |

## Torneo

### Tabellone
|  | Quarti di finale | Quarti di finale | Quarti di finale |  |                  | Semifinali       | Semifinali |  |                  | Finale           | Finale |
|  |                  |                  |                  |  |                  |                  |            |  |                  |                  |        |
|  | Impel            | 3                | 2                |  |                  |                  |            |  |                  |                  |        |
|  | Impel            | 3                | 2                |  |                  |                  |            |  |                  |                  |        |
|  | BKS              | 2                | 3                |  |                  |                  |            |  |                  |                  |        |
|  | BKS              | 2                | 3                |  | Impel            | 2                |            |  |                  |                  |        |
|  |                  |                  |                  |  | Impel            | 2                |            |  |                  |                  |        |
|  |                  |                  |                  |  |                  | Atom Trefl Sopot | 3          |  |                  |                  |        |
|  | Pałac Bydgoszcz  | 1                | 0                |  |                  | Atom Trefl Sopot | 3          |  |                  |                  |        |
|  | Pałac Bydgoszcz  | 1                | 0                |  |                  |                  |            |  |                  |                  |        |
|  | Atom Trefl Sopot | 3                | 3                |  |                  |                  |            |  |                  |                  |        |
|  | Atom Trefl Sopot | 3                | 3                |  |                  |                  |            |  | Atom Trefl Sopot | 2                |        |
|  |                  |                  |                  |  |                  |                  |            |  | Atom Trefl Sopot | 2                |        |
|  |                  |                  |                  |  |                  |                  |            |  |                  | Dąbrowa Górnicza | 3      |
|  | PTPS             | 0                | 0                |  |                  |                  |            |  |                  | Dąbrowa Górnicza | 3      |
|  | PTPS             | 0                | 0                |  |                  |                  |            |  |                  |                  |        |
|  | Dąbrowa Górnicza | 3                | 3                |  |                  |                  |            |  |                  |                  |        |
|  | Dąbrowa Górnicza | 3                | 3                |  | Dąbrowa Górnicza | 3                |            |  |                  |                  |        |
|  |                  |                  |                  |  | Dąbrowa Górnicza | 3                |            |  |                  |                  |        |
|  |                  |                  |                  |  |                  | Muszyna          | 2          |  |                  |                  |        |
|  | AZS Kraków       | 0                | 0                |  |                  | Muszyna          | 2          |  |                  |                  |        |
|  | AZS Kraków       | 0                | 0                |  |                  |                  |            |  |                  |                  |        |
|  | Muszyna          | 3                | 3                |  |                  |                  |            |  |                  |                  |        |
|  | Muszyna          | 3                | 3                |  |                  |                  |            |  |                  |                  |        |

### Risultati

#### Primo turno
| 10 ottobre 2012 ?, ? Durata: ? - Spettatori: ? | Aleksandrów Łódzki | 3 - 0 | Silesia          | 25-16, 25-18, 25-10        |
| 10 ottobre 2012 ?, ? Durata: ? - Spettatori: ? | Orzeł              | 0 - 3 | Murowana Goślina | 20-25, 19-25, 18-25        |
| 10 ottobre 2012 ?, ? Durata: ? - Spettatori: ? | Wisła Cracovia     | 3 - 1 | Budowlani Toruń  | 25-15, 25-22, 23-25, 25-18 |
| 10 ottobre 2012 ?, ? Durata: ? - Spettatori: ? | Zawisza Sulechów   | 0 - 3 | Chemik Police    | 15-25, 16-25, 22-25        |
| 10 ottobre 2012 ?, ? Durata: ? - Spettatori: ? | Sparta Warszawa    | 0 - 3 | Wieżyca Stężyca  | 16-25, 21-25, 17-25        |
| 10 ottobre 2012 ?, ? Durata: ? - Spettatori: ? | Pszczyna           | 1 - 3 | KSZO Ostrowiec   | 28-20, 23-25, 25-23, 18-25 |
| - ?, ? Durata: ? - Spettatori: ?               | Silesia II         | 0 - 3 | AZS Kraków       | 0-25, 0-25, 0-25           |

#### Secondo turno
| 14 novembre 2012 ?, ? Durata: ? - Spettatori: ? | Aleksandrów Łódzki | 3 - 0 | Murowana Goślina | 25-16, 25-19, 25-22              |
| 14 novembre 2012 ?, ? Durata: ? - Spettatori: ? | Wisła Cracovia     | 1 - 3 | Chemik Police    | 25-17, 15-25, 26-28, 19-25       |
| 14 novembre 2012 ?, ? Durata: ? - Spettatori: ? | KSZO Ostrowiec     | 2 - 3 | Wieżyca Stężyca  | 24-26, 25-15, 28-26, 23-25, 8-15 |
| 14 novembre 2012 ?, ? Durata: ? - Spettatori: ? | AZS Kraków         | 3 - 1 | Stal Mielec      | 25-20, 25-19, 21-25, 25-18       |

#### Terzo turno
| 5 dicembre 2012 ?, ? Durata: ? - Spettatori: ? | Aleksandrów Łódzki | 3 - 2 | Chemik Police | 25-17, 19-25, 26-24, 17-25, 15-10 |
| 5 dicembre 2012 ?, ? Durata: ? - Spettatori: ? | Wieżyca Stężyca    | 0 - 3 | AZS Kraków    | 22-25, 12-25, 21-25               |

#### Quarto turno

##### Andata
| 13 febbraio 2013 ?, ? Durata: ? - Spettatori: ? | Aleksandrów Łódzki | 1 - 3 | Impel          | 25-15, 15-25, 22-25, 17-25 |
| 13 febbraio 2013 ?, ? Durata: ? - Spettatori: ? | Legionovia         | 0 - 3 | PTPS           | 15-25, 23-25, 17-25        |
| 13 febbraio 2013 ?, ? Durata: ? - Spettatori: ? | AZS Kraków         | 3 - 0 | Budowlani Łódź | 25-14, 25-21, 27-25        |
| 20 febbraio 2013 ?, ? Durata: ? - Spettatori: ? | Pałac Bydgoszcz    | 3 - 0 | AZS Białystok  | 27-25, 25-11, 25-15        |

##### Ritorno
| 18 marzo 2013 ?, ? Durata: ? - Spettatori: ? | Impel           | 3 - 1 | Aleksandrów Łódzki | 25-11, 19-25, 25-18, 25-22 |
| 17 marzo 2013 ?, ? Durata: ? - Spettatori: ? | PTPS            | 1 - 3 | Legionovia         | 25-20, 21-25, 23-25, 21-25 |
| 17 marzo 2013 ?, ? Durata: ? - Spettatori: ? | Budowlani Łódź  | 3 - 0 | AZS Kraków         | 26-24, 25-21, 25-16        |
| 21 marzo 2013 ?, ? Durata: ? - Spettatori: ? | Pałac Bydgoszcz | 3 - 0 | AZS Białystok      | 25-13, 25-12, 25-11        |

#### Quarti di finale

##### Andata
| 22 febbraio 2013 ?, ? Durata: ? - Spettatori: ? | AZS Kraków      | 0 - 3 | Muszyna          | 20-25, 20-25, 21-25              |
| 27 febbraio 2013 ?, ? Durata: ? - Spettatori: ? | Impel           | 3 - 2 | BKS              | 22-25, 25-20, 25-16, 21-25, 15-9 |
| 27 febbraio 2013 ?, ? Durata: ? - Spettatori: ? | Pałac Bydgoszcz | 1 - 3 | Atom Trefl Sopot | 19-25, 22-25, 25-22, 17-25       |
| 27 febbraio 2013 ?, ? Durata: ? - Spettatori: ? | PTPS            | 0 - 3 | Dąbrowa Górnicza | 17-25, 12-25, 20-25              |

##### Ritorno
| 5 marzo 2013 ?, ? Durata: ? - Spettatori: ? | Muszyna          | 3 - 0 | AZS Kraków      | 25-18, 28-26, 25-14              |
| 6 marzo 2013 ?, ? Durata: ? - Spettatori: ? | BKS              | 3 - 2 | Impel           | 16-25, 23-25, 25-16, 25-23, 15-7 |
| 2 marzo 2013 ?, ? Durata: ? - Spettatori: ? | Atom Trefl Sopot | 3 - 0 | Pałac Bydgoszcz | 25-17, 25-22, 25-20              |
| 5 marzo 2013 ?, ? Durata: ? - Spettatori: ? | Dąbrowa Górnicza | 3 - 0 | PTPS            | 25-15, 25-15, 25-19              |

#### Semifinali
| 9 marzo 2013 Hala MOSiR, Piła Durata: ? - Spettatori: ? | Impel            | 2 - 3 | Atom Trefl Sopot | 18-25, 25-16, 21-25, 25-16, 8-15  |
| 9 marzo 2013 Hala MOSiR, Piła Durata: ? - Spettatori: ? | Dąbrowa Górnicza | 3 - 2 | Muszyna          | 23-25, 25-20, 23-25, 25-21, 15-12 |

#### Finale
| 10 marzo 2013 Hala MOSiR, Piła Durata: ? - Spettatori: ? | Atom Trefl Sopot | 2 - 3 | Dąbrowa Górnicza | 24-26, 20-25, 25-21, 25-23, 15-17 |

## Premi individuali
| Premio                 | Nome            | Squadra          |
| ---------------------- | --------------- | ---------------- |
| MVP                    | Elżbieta Nykiel | Dąbrowa Górnicza |
| Miglior attaccante     | Rachel Rourke   | Atom Trefl Sopot |
| Miglior muro           | Maja Tokarska   | Dąbrowa Górnicza |
| Miglior servizio       | Izabela Bełcik  | Atom Trefl Sopot |
| Miglior palleggiatrice | Frauke Dirickx  | Dąbrowa Górnicza |
| Miglior ricevitrice    | Érika Coimbra   | Atom Trefl Sopot |